# Ethioterpia janenschi
Ethioterpia janenschi là một loài bướm đêm trong họ Noctuidae.